# Venesaari (ö i Södra Savolax)
Venesaari är en ö i Finland. Den ligger i sjön Pihlajavesi och i kommunen Nyslott i  landskapet Södra Savolax, i den sydöstra delen av landet, 290 km nordost om huvudstaden Helsingfors. Öns area är 5,9 hektar och dess största längd är 370 meter i sydväst-nordöstlig riktning.